# Челядиновский сельский совет
Челядиновский сельский совет (укр. Челядінівська сільська рада, крымскотат. Töbeçik köy şurası) — административно-территориальная единица в Ленинском районе АР Крым Украины (фактически до 2014 года; ранее до 1991 года — в составе Крымской области УССР в СССР), на Керченском полуострове, на берегу Керченского пролива и Тобечикского озера. Население по переписи 2001 года — 1058 человек, площадь сельсовета 82 км².
К 2014 году состоял из 2 сёл:
- Челядиново
- Огоньки

## История
Челядиновский сельсовет образован между 1 июня 1977 года, поскольку на эту дату сёла ещё числились в составе Приозёрновского сельсовета и 1985 годом (в перечнях административно-территориальных изменений после этой даты не упоминается). С 12 февраля 1991 года сельсовет в восстановленной Крымской АССР, 26 февраля 1992 года переименованной в Автономную Республику Крым. С 21 марта 2014 года — аннексирован Россией. Законом «Об установлении границ муниципальных образований и статусе муниципальных образований в Республике Крым» от 4 июня 2014 года территория административной единицы была объявлена муниципальным образованием со статусом сельского поселения.